# Pythiose

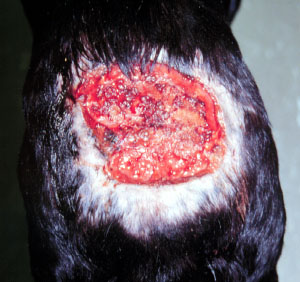
Lésion cutanée ulcéreuse chez un chien causée par la pythiose

La pythiose est une maladie humaine et vétérinaire rare. Elle est causée par une ingestion de moisissures aqueuses causées par l'espèce d'oomycètes Pythium insidiosum.
L'étude de chevaux affectés en Égypte a montré « des lésions unifocales ou multiples sur l'abdomen, les membres, la poitrine, la tête et les glandes mammaires ». L'examen par histopathologie a révélé « une réaction granulomateuse, une endothéliose des vaisseaux sanguins, une forte infiltration d'éosinophiles dans la couche dermique, une nécrose multifocale et un phénomène de Splendore-Hoeppli ».